# Anna Suffía Rasmussen
Anna Suffía Rasmussen (Skarð, 1876 – Klaksvík, 1932) è stata un'educatrice e pedagogista faroese.

## Biografia

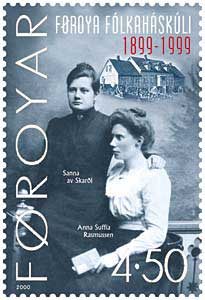
Anna Suffía Rasmussen (a destra) rappresentata con Sanna av Skarði su un francobollo faroese

Anna Suffía Rasmussen nacque a Skarð nel 1876 come Anna Suffía (o Onna Sofía) Johannesen. Si sposò con lo scrittore Rasmus Rasmussen nel 1904. Era la sorella del poeta Símun av Skarði, e i tre fondarono insieme la Føroya Fólkaháskúli a Klaksvík nell'inverno del 1899, di cui lei in seguito divenne sovrintendente. Morì nel 1932.
Nel 2000 fu rappresentata su un francobollo faroese insieme a sua cognata Sanna av Skarði. Escludendo l'autoritratto di Ruth Smith, questo è l'unico francobollo faroese rappresentante donne locali che hanno raggiunto la notorietà.